# Yakovlev Yak-100
Yakovlev Yak-100 là một loại trực thăng vận tải một động cơ được phát triển ở Liên Xô năm 1948. Đây là trực thăng thứ hai do phòng thiết kế Yakovlev chế tạo.

## Tính năng kỹ chiến thuật
Đặc điểm tổng quát
- Kíp lái: 2/3
- Chiều dài: 13,91 m (45 ft 7 in)
- Đường kính rô-to: 14,5 m (47 ft 6 in)
- Chiều cao:  ()
- Trọng lượng rỗng: 1.805 kg (3.979 lb)
- Trọng lượng cất cánh tối đa: 2.180 kg (4.806 lb)
- Động cơ: 1 × Ivchenko AI-26GRFL, 313 kW (420 hp)

 Hiệu suất bay 
- Vận tốc cực đại: 170 km/h (106 mph)
- Tầm bay: 325 km (202 mi)
- Trần bay: 5.250 m (17.224 ft)